# Episodi di MacGyver (sesta stagione)
La sesta stagione della serie televisiva MacGyver è stata trasmessa negli Stati Uniti sul canale ABC, dal 17 settembre 1990 al 6 maggio 1991. In Italia è stata trasmessa su italia 1 a febbraio 1992.
| nº | Titolo originale        | Titolo italiano           | Prima TV USA      | Prima TV Italia  |
| -- | ----------------------- | ------------------------- | ----------------- | ---------------- |
| 1  | Tough Boys              | I duri                    | 17 settembre 1990 | 2 febbraio 1992  |
| 2  | Humanity                | Riscatto finale           | 24 settembre 1990 | 1º febbraio 1992 |
| 3  | The Gun                 | La pistola maledetta      | 1º ottobre 1990   | 3 febbraio 1992  |
| 4  | Twenty Questions        | Una prova di coraggio     | 8 ottobre 1990    | 4 febbraio 1992  |
| 5  | The Wall                | Il muro                   | 22 ottobre 1990   | 5 febbraio 1992  |
| 6  | Lesson in Evil          | Una lezione sul male      | 29 ottobre 1990   | 20 febbraio 1992 |
| 7  | Harry's Will            | Un pendaglio di guai      | 5 novembre 1990   | 19 febbraio 1992 |
| 8  | MacGyver's Women        | Disarmato tra le donne    | 12 novembre 1990  | 21 febbraio 1992 |
| 9  | Bitter Harvest          | La valle dei veleni       | 19 novembre 1990  | 6 febbraio 1992  |
| 10 | The Visitor             | Luci misteriose dal cielo | 3 dicembre 1990   | 7 febbraio 1992  |
| 11 | Squeeze Play            | Gioco stretto             | 17 dicembre 1990  | 8 febbraio 1992  |
| 12 | Jerico Games            | I giochi di Jerico        | 7 gennaio 1991    | 9 febbraio 1992  |
| 13 | The Wasteland           | La landa desolata         | 21 gennaio 1991   | 10 febbraio 1992 |
| 14 | Eye of Osiris           | L'occhio di Osiride       | 4 febbraio 1991   | 11 febbraio 1992 |
| 15 | High Control            | Sorvegliato speciale      | 11 febbraio 1991  | 12 febbraio 1992 |
| 16 | There but for the Grace | Abbandonati a sé stessi   | 18 febbraio 1991  | 22 febbraio 1992 |
| 17 | Blind Faith             | Fiducia cieca             | 4 marzo 1991      | 13 febbraio 1992 |
| 18 | Faith, Hope & Charity   | Due arzille vecchiette    | 18 marzo 1991     | 14 febbraio 1992 |
| 19 | Strictly Business       | Solamente affari          | 8 aprile 1991     | 15 febbraio 1992 |
| 20 | Trail of Tears          | La piana del falco        | 22 aprile 1991    | 16 febbraio 1992 |
| 21 | Hind-Sight              | L'uno per l'altro         | 6 maggio 1991     | 18 febbraio 1992 |

## I duri
- Titolo originale: Tough Boys
- Diretto da: Michael Vejar
- Scritto da: Art Washington

### Trama
Una banda di giovani vigilanti vestiti da ninja sta distruggendo le basi di spaccio in giro per la città mentre al Challengers Club c’è una nuova aria molto più rigorosa e severa. 
MacGyver inizia a sospettare che quella banda, i Tough Boys, siano alcuni ragazzi del Challengers Club con a capo una sua vecchia conoscenza.

## Riscatto finale
- Titolo originale: Humanity
- Diretto da: William Gereghty
- Scritto da: Lincoln Kibbee

### Trama
MacGyver e Peter sono in visita ufficiale a Bucarest, in Romania, per studiare ed analizzare in maniera oggettiva, assieme a colleghi francesi ed inglesi, l'archivio appartenuto al defunto dittatore Nicolae Ceaușescu.
Sfortunatamente l'irruzione improvvisa e violenta da parte di alcuni miliziani fedeli all'ex dittatore interrompe tutto.

## La pistola maledetta
- Titolo originale: The Gun
- Diretto da: William Gereghty
- Scritto da: Robert Sherman

### Trama
Un adolescente vende la vecchia pistola del padre defunto in cambio di droga. L'arma viene successivamente utilizzata in uno scontro a fuoco in cui trova la morte un poliziotto.
La balistica successivamente rivela che i proiettili corrispondono a quelli di una famosa arma chiamata 'la pistola Harrison', usata per uccidere un candidato alla presidenza degli Stati Uniti, e la pistola diventa merce pregiata per un compratore di armi che vuole aggiungerla alla sua collezione.

## Una prova di coraggio
- Titolo originale: Twenty Questions
- Diretto da: Michael Caffey
- Scritto da: Rick Mittleman

### Trama
MacGyver interviene nuovamente in aiuto della famiglia Woodman quando la loro figlia, Lisa, si lascia coinvolgere da un gruppo di malviventi dediti ai furti nelle abitazioni. Durante una delle rapine, però, Brett Reynolds, il leader del gruppo, uccide una cameriera.
La polizia trova Lisa svenuta sulla scena del crimine, in evidente stato di ubriachezza. Spetterà a MacGyver scagionare Lisa, scoprire cosa c'è sotto e salvare la ragazza dalla debolezza dell'alcol.

## Il muro
- Titolo originale: The Wall
- Diretto da: Michael Preece
- Scritto da: Rick Drew

### Trama
Un anziano proprietario di un negozio di giocattoli, Otto Romburg, chiede a MacGyver di recarsi in Germania per trovare sua nipote, Maria, che non vede da quando, all'età di 8 anni, fu catturata durante un tentativo di fuga da Berlino Est.
MacGyver riesce a trovarla e la porta in America, ma presto si insospettisce per la sua sorprendente familiarità con i costumi americani. Nel frattempo, alcuni ex agenti della Stasi della Germania Est stanno usando Maria per cercare di impossessarsi di una riserva d'oro che si dice Otto abbia nascosto in America.

## Una lezione sul male
- Titolo originale: Lesson in Evil
- Diretto da: William Gereghty
- Scritto da: John Sheppard

### Trama
MacGyver si trova nuovamente faccia a faccia con il pericoloso Dr. Zito, un brillante ma spietato psicopatico che aveva catturato due anni prima. Zito riesce a evadere dalla prigione psichiatrica e mette in atto un elaborato piano di vendetta contro MacGyver, coinvolgendo amici e colleghi. Il suo obiettivo è impartire a MacGyver una personale "lezione sul male".

## Un pendaglio di guai
- Titolo originale: Harry's Will
- Diretto da: William Gereghty
- Scritto da: Lincoln Kibbee

### Trama
MacGyver ritorna nella sua città natale, Mission City, per ricevere da un notaio un'integrazione al testamento di suo nonno Harry. Tuttavia, il documento si rivela essere un enigma da risolvere.
L'enigma conduce MacGyver alla vecchia auto di Harry, una Chevrolet Nomad, che segna l'inizio di una lunga caccia al tesoro tra enigmi, vecchie conoscenze e criminali, tutti alla ricerca di un pendaglio di enorme valore.

## Disarmato tra le donne
- Titolo originale: MacGyver's Women
- Diretto da: Michael Preece
- Scritto da: Stephen Kandel e Lincoln Kibbee

### Trama
Di ritorno a casa con Maria Romburg, con la quale ha iniziato una relazione sentimentale, MacGyver si ritrova a dover affrontare il tema del fidanzamento ufficiale. Tuttavia, a casa sua trova Kate Murphy e Jenny Reiner, che, insieme a Maria, iniziano a criticare gli uomini in generale.
Sentendosi ormai sotto attacco, MacGyver decide di ritirarsi nella sua camera da letto, dove si addormenta. Inizia così un sogno che lo trasporta nel vecchio West, dove si trova alle prese con due donne "comprate" come mogli e una banda di malavitosi.

## La valle dei veleni
- Titolo originale: Bitter Harvest
- Diretto da: Michael Vejar
- Scritto da: Michael Kane

### Trama
Un improvviso guasto alla Chevrolet Nomad di MacGyver lo costringe a una sosta forzata nel paese di Kasabian. Attratto da una manifestazione, scopre ben presto, a sue spese, un conflitto interno tra i lavoratori delle vigne e la famiglia Kasabian, proprietaria delle terre. La questione è molto seria: i lavoratori accusano i Kasabian di utilizzare pesticidi cancerogeni che, nel corso degli anni, hanno causato gravi danni alla salute.
MacGyver abbraccia subito la causa dei lavoratori.

## Luci misteriose dal cielo
- Titolo originale: The Visitor
- Diretto da: William Gereghty
- Scritto da: Brad Radnitz

### Trama
MacGyver, per conto della Phoenix Foundation, sta lavorando presso una sorgente di acqua calda nella contea di Elm Creek. Una sera, tornando al motel, nota in mezzo a un campo una strana e enorme luce fluttuante di forma discoidale. Contemporaneamente, la sua auto smette di funzionare. Incuriosito dalla scena, si avvicina a un essere umanoide, apparentemente uscito da quello che sembra essere a tutti gli effetti un classico disco volante. Questo sarà l'inizio di un'indagine piena di misteri, in cui non mancheranno personaggi curiosi.

## Gioco stretto
- Titolo originale: Squeeze Play
- Diretto da: Michael Preece
- Scritto da: Art Washington

### Trama
Durante una visita a Mamma Colton, MacGyver si ritrova coinvolto nel recupero di alcune figurine rare e molto costose, appartenenti alla famiglia Colton, che sono state rubate. Le indagini lo conducono a un negozio nelle vicinanze, dove incontra Wendy, una ragazza che sostiene di avere le prove di un vasto traffico di figurine false spacciate per autentiche.
I due uniscono le forze per smascherare l'organizzazione e fermare questo mercato nero.

## I giochi di Jerico
- Titolo originale: Jerico Games
- Diretto da: William Gereghty
- Scritto da: Robert Sherman

### Trama
MacGyver è incaricato dalla Phoenix Foundation di presenziare ai Giochi di Jerico, una manifestazione sportiva internazionale sponsorizzata da un ricco uomo d'affari, Ralph Jerico. Durante le fasi preparatorie incontra dopo circa vent'anni una sua vecchia fidanzata che scoprirà essere la moglie di Jerico, uomo in realtà molto violento.
Ma non tutto è come sembra...

## La landa desolata
- Titolo originale: The Wasteland
- Diretto da: Michael Caffey
- Scritto da: Robert Hamner

### Trama
Un imprenditore è fermamente deciso a costruire una città, Bartlett City, nel bel mezzo del nulla, nonostante la Fondazione Phoenix lo abbia avvertito dei problemi ambientali e dei rischi connessi.
Nonostante questi avvertimenti, Bartlett e i suoi figli sono irremovibili nel loro progetto, al punto da ricorrere a metodi poco legali nei confronti di MacGyver. Quest'ultimo, tuttavia, riesce a convincere l'imprenditore a seguirlo per fargli vedere di persona cosa potrebbe accadere.

## L'occhio di Osiride
- Titolo originale: Eye of Osiris
- Diretto da: Michael Vejar
- Scritto da: John Sheppard

### Trama
MacGyver si trova in Turchia per collaborare a uno scavo archeologico volto a ritrovare la tomba di Alessandro Magno. Gli scavi sono condotti dal professor Axford e dalla dottoressa Beth Webb.
Tuttavia, la tomba di Alessandro Magno non interessa solo agli archeologi. Un primo sabotaggio complica la situazione, dando inizio a una corsa contro il tempo per trovare il leggendario Occhio di Osiride, che si dice sia stato sepolto insieme al corpo di Alessandro Magno.

## Sorvegliato speciale
- Titolo originale: High Control
- Diretto da: Michael Caffey
- Scritto da: Lincoln Kibbee

### Trama
Per puro caso, MacGyver rincontra una sua vecchia conoscenza, Earl Dent, che sembra aver lasciato alle spalle la sua vita criminale. Essendo in libertà vigilata, Earl chiede a MacGyver di fargli da garante con l’agente di polizia incaricato del suo controllo.
Purtroppo, la sua vecchia banda riesce a rintracciare Earl e, sotto minaccia, lo costringe a partecipare a un furto in un deposito di droga. A quel punto, MacGyver decide di aiutarlo.

## Abbandonati a sé stessi
- Titolo originale: There but for the Grace
- Diretto da: William Gereghty
- Scritto da: John Considine

### Trama
Padre Jim, un prete e vecchio amico di MacGyver, viene aggredito brutalmente in un vicolo buio e muore poco dopo in ospedale. Determinato a scoprire la verità, MacGyver decide di infiltrarsi nella comunità dei senzatetto, cercando di guadagnarsi la fiducia di Danny, un giovane testimone muto che potrebbe avere informazioni cruciali.
Durante le sue indagini, MacGyver scopre che Padre Jim aveva smascherato una truffa orchestrata per sfruttare i senzatetto.

## Fiducia cieca
- Titolo originale: Blind Faith
- Diretto da: Michael Caffey
- Scritto da: John Considine

### Trama
Peter si ritrova sulla scena di un delitto appena commesso, quando uno sconosciuto gli sussurra qualcosa all'orecchio prima di dileguarsi.
Questo evento darà inizio a una corsa contro il tempo, durante la quale lui e MacGyver aiuteranno una vecchia amica, Samantha Lora, a denunciare al mondo le atrocità commesse nel suo paese d'origine, mentre sono inseguiti da spietati assassini. Sarà anche il momento della verità tra i due amici, in cui Peter confiderà a MacGyver di avere un glaucoma.

## Due arzille vecchiette
- Titolo originale: Faith, Hope & Charity
- Diretto da: William Gereghty
- Scritto da: Brad Radnitz

### Trama
Mentre è sulle tracce di un lupo grigio nei boschi per conto del Phoenix Foundation Endangered Species Program, MacGyver rimane ferito mettendo un piede in una trappola per orsi. Le sue urla vengono udite da Faith e Hope, due arzille sorelle anziane che gestiscono un bed and breakfast.
Durante la sua permanenza nella struttura, però, MacGyver nota qualcosa di strano e decide di indagare ulteriormente.

## Solamente affari
- Titolo originale: Strictly Business
- Diretto da: Michael Vejar
- Scritto da: John Sheppard

### Trama
Murdoc è tornato, per uccidere l'unico bersaglio che gli sia sempre sfuggito: MacGyver.

## La piana del falco
- Titolo originale: Trail of Tears
- Diretto da: Michael Preece
- Scritto da: Lincoln Kibbee

### Trama
MacGyver si trova in territorio Lakota per conto della Fondazione Phoenix, incaricato di condurre ricerche utili a risolvere una disputa fondiaria tra i nativi americani e la società energetica New Plains Electrics.
Quest'ultima ha in progetto la costruzione di una centrale elettrica ad alta tensione che minaccia di invadere le terre storiche, sacre e incontaminate dei Lakota. Dopo essere stato sconfitto in tribunale, Nuvola Bianca, convinto della giustezza della propria causa, decide di sabotare la società energetica.
Spetterà a MacGyver intervenire per scongiurare il peggio.

## L'uno per l'altro
- Titolo originale: Hind-Sight
- Diretto da: Michael Preece
- Scritto da: Rick Mittleman

### Trama
Pete è in ospedale, in attesa di un'operazione agli occhi per il suo glaucoma. MacGyver gli fa visita e, tra ricordi e battute affettuose, i due ripercorrono le loro avventure, soffermandosi sull’ostinata riluttanza di Pete nel chiedere aiuto. Ma qualcosa di insolito interrompe il momento: una donna misteriosa fa recapitare un mazzo di fiori, lasciando Peter e MacGyver con più domande che risposte…